# ディパーチャー (ジャーニーのアルバム)
『ディパーチャー』（Departure）は、アメリカのロック・バンド、ジャーニーが1980年に発表した6作目のスタジオ・アルバム。

## 背景
バンド側は前2作を手掛けたロイ・トーマス・ベイカーの音作りに不満を持ち、ケヴィン・エルソンを共同プロデューサーの一人として起用した。エルソンは以後、『フロンティアーズ』（1983年）に至るまでバンドと共同作業を続け、更に再結成後のアルバム『ジェネレーションズ』（2005年）も手掛ける。本作は、バンドがジャム重視の実験的なサウンドからアリーナ・ロック的な方向性へ移行した作品として位置づけられており、スティーヴ・ペリーはアルバム・タイトルについて「ちょっとした音楽的変化が進んでいたから、このアルバム名にした。僕達は自分達のルーツを幾らか残しつつ、幾らか脱却(Departure)したんだよ」と語っている。
本作のレコーディングでは19曲の新曲が用意されたが、完成したアルバムでは絞り込まれた。「いつの日か…」ではスティーヴ・ペリーとグレッグ・ローリー、「感じてほしい…」ではペリーとニール・ショーンがリード・ボーカルを分担している。

## 反響・評価
アメリカのBillboard 200では自身初のトップ10入りを果たし、最高8位を記録。1980年7月にはRIAAによってプラチナ・ディスクに認定され、1994年10月にはトリプル・プラチナの認定を受けている。
本作からは「お気に召すまま」（23位）、「ウォーク・ライク・ア・レディ」（全米32位）、「グッドモーニング・ガール/僕のそばに…」（全米55位）がシングル・ヒットした。
ジョン・フランクはオールミュージックにおいて5点満点中3.5点を付け「バンドの前2作に基づきながらも、アレンジに関してはエッジが加味された」と評している。また、John Swensonは『ローリング・ストーン』誌のレビューにおいて、ジャーニーが過去2作で抱えてきた問題の解決された作品と位置付け「このグループが過去に生み出した良い瞬間は、ニール・ショーンとエインズレー・ダンバーが長尺のジャムに興じた時だったが、現在のジャーニーはバンドとして最良の形で機能している。そして、彼らがこれほどハードにロックしていたことはなかった」と評している。

## 収録曲
特記なき楽曲はスティーヴ・ペリーとニール・ショーンの共作。
1. お気に召すまま - "Any Way You Want It" - 3:21
2. ウォーク・ライク・ア・レディ - "Walks Like a Lady" (Steve Perry) - 3:16
3. いつの日か… - "Someday Soon" (S. Perry, Neal Schon, Gregg Rolie) - 3:32
4. 感じてほしい… - "People and Places" (S. Perry, N. Schon, Ross Valory) - 5:04
5. 至上の愛 - "Precious Time" - 4:50
6. 消えたあの娘 - "Where Were You" - 3:00
7. 泣きぬれて - "I'm Cryin'" (S. Perry, G. Rolie) - 3:42
8. バイバイ・スージー - "Line of Fire" - 3:05
9. ディパーチャー - "Departure" (N. Schon) - 0:39
10. グッドモーニング・ガール - "Good Morning Girl" - 1:44
11. 僕のそばに… - "Stay Awhile" - 2:48
12. ホームメイド・ラヴ - "Homemade Love" (S. Perry, N. Schon, Steve Smith) - 2:54

## 参加ミュージシャン
- スティーヴ・ペリー - ボーカル
- ニール・ショーン - ギター、ボーカル、バッキング・ボーカル
- グレッグ・ローリー - キーボード、ハーモニカ、ボーカル、バッキング・ボーカル
- ロス・ヴァロリー - ベース、ベース・ペダル、バッキング・ボーカル
- スティーヴ・スミス - ドラムス、パーカッション